# Akşa tuvano
El akşa fue la unidad monetaria de Tuvá entre 1934 y 1944. Estaba subdividido en 100 kөpejek y era igual en valor al rublo soviético y al tugrik mongol.
Antes de la introducción del akşa, Tuvá sobreimprimía billetes rusos y soviéticos. La primera serie (emitida en 1924) fue sobreimpresa con denominaciones en lan, con el valor en lan igual al valor nominal de los billetes rusos. La segunda serie (emitida en 1933) llevaba sobreimpresiones sobre los billetes soviéticos en rublos y chervonets.
Las monedas fueron emitidas en 1934 con denominaciones entre 1 y 20 kөpejek, con billetes emitidos en 1935 y 1940 con denominaciones de 1 a 25 akşa.